# Polymera (Polymera) bruchi
Polymera (Polymera) bruchi is een tweevleugelige uit de familie steltmuggen (Limoniidae). De soort komt voor in het Neotropisch gebied.